# Dębno (gromada w powiecie kieleckim)
Dębno – dawna gromada, czyli najmniejsza jednostka podziału terytorialnego Polskiej Rzeczypospolitej Ludowej w latach 1954–1972.
Gromady, z gromadzkimi radami narodowymi (GRN) jako organami władzy najniższego stopnia na wsi, funkcjonowały od reformy reorganizującej administrację wiejską przeprowadzonej jesienią 1954 do momentu ich zniesienia z dniem 1 stycznia 1973, tym samym wypierając organizację gminną w latach 1954–1972.
Gromadę Dębno z siedzibą GRN w Dębnie utworzono – jako jedną z 8759 gromad na obszarze Polski – w powiecie kieleckim w woj. kieleckim, na mocy uchwały nr 13c/54 WRN w Kielcach z dnia 29 września 1954. W skład jednostki wszedł obszar dotychczasowej gromady Dębno i Jeziorko ze zniesionej gminy Słupia Nowa oraz Wola Szczygiełkowa ze zniesionej gminy Bodzentyn w powiecie kieleckim, ponadto osada młyńska Brandys z dotychczasowej gromady Grabków ze zniesionej gminy Tarczek w powiecie iłżeckim oraz lasy Świętokrzyskiego Parku Narodowego, oddziały Nr Nr 85–101, 121–137, 31–38, 46–54 i 64–65. Dla gromady ustalono 22 członków gromadzkiej rady narodowej.
Gromadę zniesiono 1 stycznia 1969, a jej obszar włączono do gromad Nowa Słupia (wsie Dębno i Jeziorko) i Bodzentyn (wieś Wola Szczygiełkowa).